# Campionati europei di ciclismo su strada 2015 - Cronometro maschile Junior
La cronometro maschile Junior dei Campionati europei di ciclismo su strada 2015, ventunesima edizione della prova, si disputò il 7 agosto 2015 su un percorso di 18,4 km, con partenza ed arrivo a Tartu, in Estonia. La medaglia d'oro fu appannaggio del russo Nikolai Ilichev, il quale completò il percorso con il tempo di 23'02"18, alla media di 47,924 km/h; l'argento andò al norvegese Tobias Foss e bronzo al tedesco Max Singer.
Sul traguardo 73 ciclisti, su 74 iscritti alla partenza, portarono a termine la competizione.

## Ordine d'arrivo (Top 10)
| Pos. | Corridore         | Squadra  | Tempo    |
| ---- | ----------------- | -------- | -------- |
| 1    | Nikolai Ilichev   | Russia   | 23'02"18 |
| 2    | Tobias Foss       | Norvegia | a 2"     |
| 3    | Max Singer        | Germania | a 8"     |
| 4    | Felix Gall        | Austria  | a 11"    |
| 5    | Pavel Sivakov     | Russia   | s.t.     |
| 6    | Aynur Galeev      | Russia   | a 13"    |
| 7    | Marc Hirschi      | Svizzera | a 15"    |
| 8    | Nazar Lahodyck    | Ucraina  | s.t.     |
| 9    | Patrick Gamper    | Austria  | a 20"    |
| 10   | Eriks Toms Gavars | Lettonia | a 21"    |